# Roberto Longhi

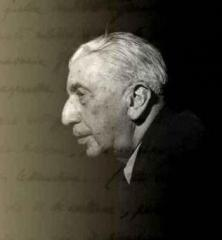
Roberto Longhi, um 1960

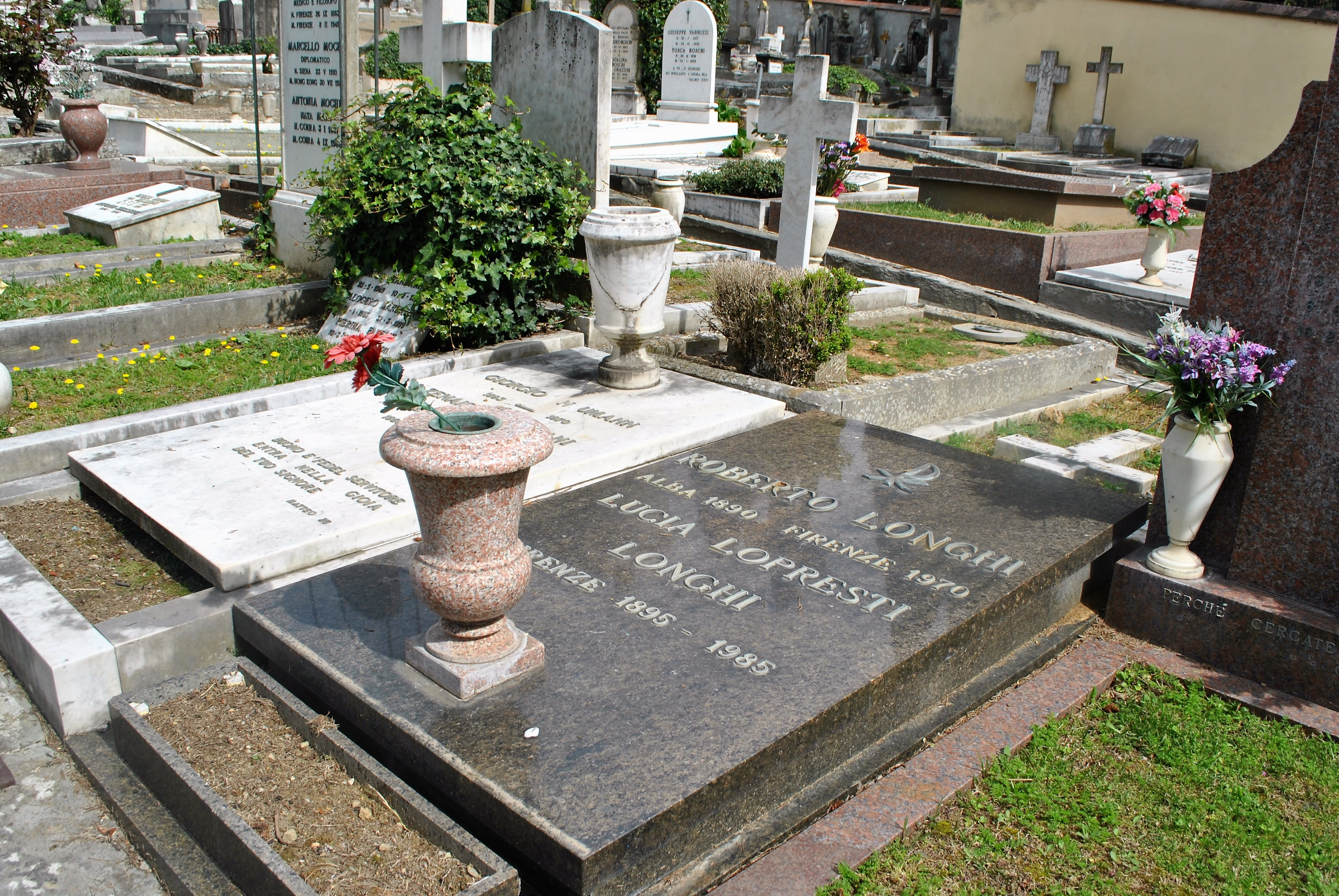
Grab von Roberto Longhi, Florenz, Cimitero Evangelico agli Allori

Roberto Longhi (* 28. Dezember 1890 in Alba; † 3. Juni 1970 in Florenz) war ein italienischer Kunsthistoriker, dessen Studien zur Geschichte der italienischen Malerei weltweite Anerkennung fanden.

## Leben und Werk
Longhi studierte an der Universität Turin und schloss sein kunsthistorisches Studium im Dezember 1911 mit einer Tesi di Laurea über Caravaggio ab, für die er auf einer Reise die in Italien vorhandenen Werke in Augenschein genommen hatte und in der er sich mit Gedanken von Benedetto Croce und Bernard Berenson auseinandersetzte. Schon im ersten Studienjahr 1907–1908 hatte er bei Pietro Toesca gehört, dessen Vorlesung über die Malerei des frühen 15. Jahrhunderts auf der Grundlage der Mitschrift Longhis veröffentlicht wurde. Zimmergenosse während der Studienzeit war Ferruccio Parri. Gemeinsam prangerten sie 1909 in der Zeitschrift La Voce die Verhältnisse an der humanistischen Fakultät nach der Berufung des Germanisten Arturo Farinelli an. Nach seinem Studium übersiedelte Longhi 1912 nach Rom, wo er die von Adolfo Venturi geleitete Scuola di specializzazione in Kunstgeschichte besuchte und an Gymnasien, u. a. am Liceo classico „Ennio Quirino Visconti“,  Kunstunterricht erteilte. Für die Gymnasiasten stellte er ein Kompendium des Unterrichtsstoffes zusammen, das er im Sommer 1914 abschloss und in vervielfältigter Form über den ursprünglichen Empfängerkreis weit hinausgehende Verbreitung fand. Unter dem Titel Breve ma veridica storia della pittura italiana (Kurze, aber wahre Geschichte der italienischen Malerei) wurde es erstmals 1980 veröffentlicht, posthum von Anna Banti herausgegeben.
1918 lernte er den Sammler und Antiquar Alessandro Contini kennen, den er später beim Kauf von Kunstwerken beraten sollte. Im Gefolge des Ehepaars Contini bereiste er von 1920 bis 1922 Europa, vor allem den Westen mit Frankreich und Spanien, aber auch Deutschland, Österreich, die Tschechoslowakei und Ungarn. Die Aufzeichnungen dieser Reise in zwanzig Notizbüchern sind im Archiv der Fondazione Longhi erhalten. Seit 1922 lehrte er an der Universität in Rom als libero docente (Privatdozent). 1924 heiratete er Lucia Lopresti, die am Liceo Visconti in Rom seine Schülerin gewesen war und die sich als Schriftstellerin unter dem Pseudonym Anna Banti einen Namen machen sollte.
Er wurde 1934 als Nachfolger von Igino Benvenuto Supino (1858–1940) Professor für Kunstgeschichte an der Universität Bologna; zu seinen Studenten gehörte Pier Paolo Pasolini. 1937 erhielt Longhi von Bildungsminister Giuseppe Bottai, ebenfalls ehemaliger Schüler des Liceo Visconti, eine Abordnung an die Direzione generale delle antichità e belle arti di Roma, in deren Auftrag er eine Ausstellung über die italienische Kunst organisieren sollte, die dann wegen des Krieges nicht stattfinden konnte. Unmittelbar nach der Befreiung organisierte Longhi in Florenz eine Ausstellung über Giorgio Morandi, als es noch keine gesicherten Nachrichten über den Verbleib des Künstlers gab.
1949 wechselte Longhi als Professor für Kunstgeschichte an die Universität Florenz, wo er 1966 emeritiert wurde.
Longhi gründete die Kunstzeitschriften Proporzioni (1943) und Paragone (1950).

## Nachleben

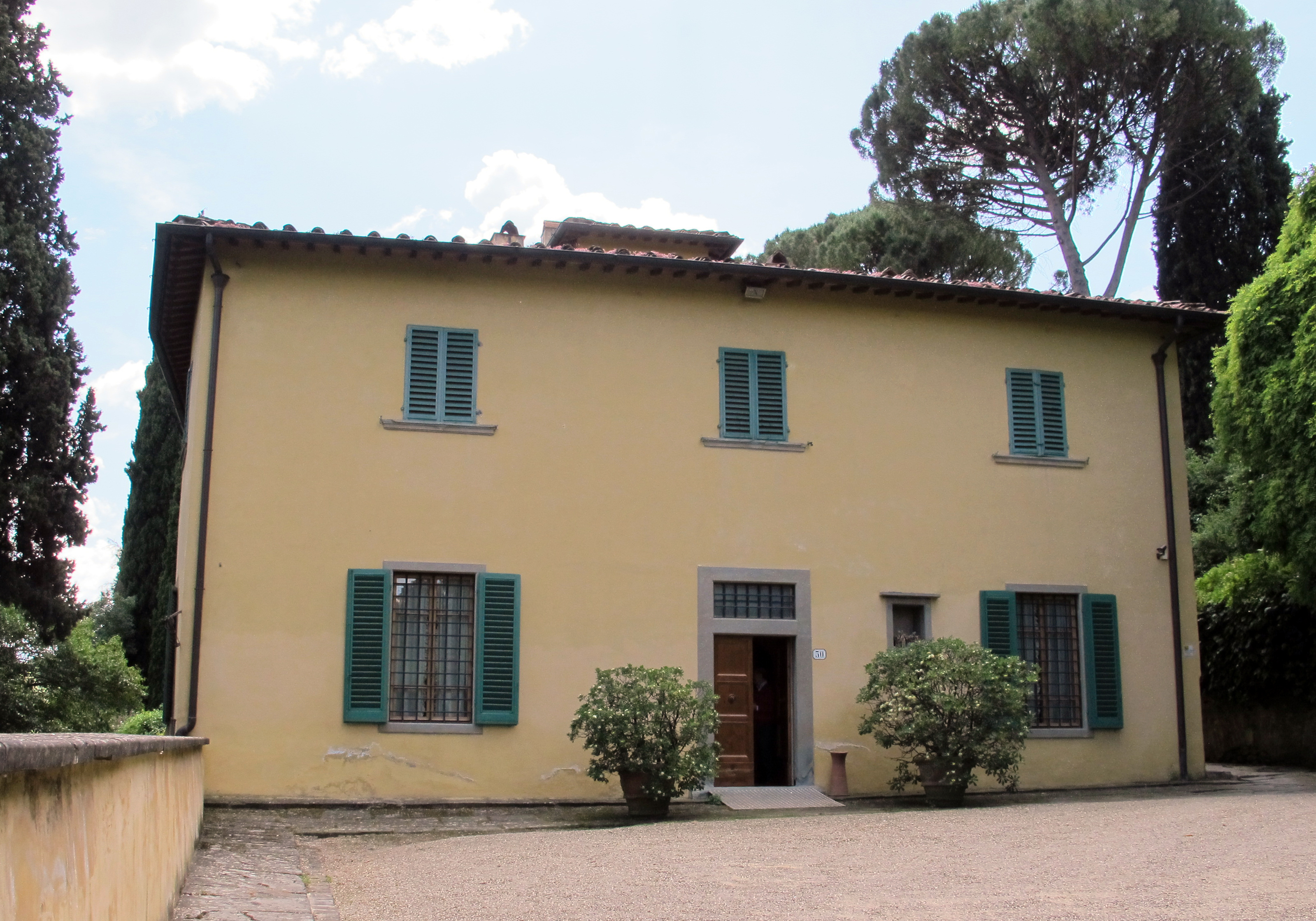
Villa Il Tasso in Florenz

Im Jahre 1971, ein Jahr nach Longhis Tod, wurde die Fondazione Roberto Longhi gegründet, die in seiner ehemaligen Villa Il Tasso in Florenz seine Bibliothek und Kunstsammlung verwaltet und jährliche Stipendien an Kunststudenten vergibt.
Das Pariser Musée Jacquemart-André widmete 2015 seiner Kunstsammlung und seinen Schriften eine Sonderausstellung: „De Giotto à Caravage. Les passions de Roberto Longhi“.

## Publikationen (Auswahl)
- Piero de’ Franceschi. Rom 1923.
- Fatti di Masolini e di Masaccio. In: La critica d’arte 25–26, Juli/Dezember 1940, S. 145–191.
  - deutsch: Masolino und Masaccio. Zwei Maler zwischen Spätgotik und Renaissance. Wagenbach, Berlin 1992, 2011. ISBN 3-8031-3561-3; ISBN 978-3-8031-2651-1.[2]
- Viatico per cinque secoli di pittura Veneziana Sansoni, Florenz 1946.
  - deutsch: Venezianische Malerei. Wagenbach, Berlin 1995.
- Caravaggio. Mailand 1952.
  - deutsch: Die italienische Malerei: Caravaggio. Verlag der Kunst, Dresden 1968.
- Edizione delle opere complete. Sansoni, Florenz.
  - 1. Scritti giovanili, 1912–1922. 1961
  - 2. Saggi e ricerche 1925–1928. 1967
  - 3. Piero della Francesca. 1963
  - 4. "Me pinxit" e quesiti Caravaggeschi, 1928–1934. 1968
  - 5. Officina ferrarese. 1956
  - 6. Lavori in Valpadana - dal Trecento al primo Cinquecento, 1934–1964. 1973
  - 7. "Giudizio sul Duecento" e ricerche sul Trecento nell’Italia centrale, 1939–1970. 1974
  - 8. 1975–1976
  - 8,1. "Fatti di Masolino e di Masaccio" e altri studi sul Quattrocento. 1975
  - 8,2. Cinquecento classico e Cinquecento manieristico. 1976
  - 9. "Arte italiana e arte tedesca" con altre congiunture fra Italia ed Europa, 1939–1969. 1979
  - 10. Ricerche sulla pittura veneta. 1978
  - 11,1. Studi caravaggeschi ; T. 1. 1943–1968. 1999
  - 11,2. Studi caravaggeschi ; T. 2, 1935–1969. 2000
  - 12. Studi e ricerche sul sei e settecento. 1991
  - 13. Critica d’arte e Buongoverno, 1938–1969. 1985
  - 14. Scritti sull’Otto e Novecento, 1925–1966. 1984
- Breve ma veridica storia della pittura italiana, hrsg. von Anna Banti. Florenz 1980 (verfasst 1914).
  - deutsch Kurze, aber wahre Geschichte der italienischen Malerei. DuMont, Köln 1996, ISBN 3-7701-3814-7.